# Quicunzo
Quicunzo é uma comuna angolana. Pertence ao município de Nambuangongo, na província do Bengo.